# Yanko Daučík
Yanko Daučík Ciboch (Praga, 22 marzo 1941 – Madrid, 13 maggio 2017) è stato un calciatore cecoslovacco naturalizzato spagnolo, di ruolo attaccante.

## Biografia
Nato in Cecoslovacchia, era figlio di Ferdinand Daučík, calciatore e poi allenatore. La sorella Ana Viola sposò il fuoriclasse László Kubala, che fu anche suo compagno di squadra come il di lui figlio Branko.
Lasciò la Cecoslovacchia con la famiglia per raggiungere Kubala, fuggito dall'Ungheria in occidente.
Yanko ebbe anche un figlio calciatore, Ignacio. È morto il 13 maggio 2017 a Madrid.

## Carriera
Iniziò la carriera agonistica nel Rayo Vallecano, società con cui ottiene il quinto posto finale del Gruppo II della Segunda División 1959-1960.
Nel 1960 venne ingaggiato dal Real Betis, militante nella massima serie spagnola. Con i betici ottenne il sesto posto nella stagione 1960-1961 ed il nono in quella seguente.
Le buone prestazioni con il Betis gli valsero la chiamata al più blasonato Real Madrid.
Con i madridisti vinse il campionato spagnolo nel 1963 e 1964, pur rimanendo ai margini della rosa.
Nel 1964 scese di categoria per giocare nel Melilla nella Segunda División 1964-1965. L'anno seguente, dopo un breve passaggio all'Atlético Madrid, ritornò al Melilla, con cui retrocesse in terza serie.
Nella stagione 1966-1967 passa al Maiorca, sempre tra i cadetti, con cui ottiene il quinto posto del Gruppo II.
Nel 1967 segue il padre Ferdinand, il cognato László Kubala ed il nipote Branko in Canada per giocare nei Toronto Falcons, con cui ottiene il quarto posto nella Western Division della NPSL 1967, risultando il miglior marcatore ed assist-man stagionale del suo club.
L'anno dopo inizia la stagione 1968, che fu tra l'altro la prima edizione della NASL, sempre con i Falcons, prima di trasferirsi in Cile per giocare nell'Universidad da Chile.
Dopo l'esperienza cilena torna in patria per giocare nuovamente nel Rayo Vallecano. Con il Rayo ottenne il nono posto della Segunda División 1968-1969.
L'anno dopo passa al Sant Andreu, ottenendo l'ottavo posto finale.
Nel 1970 Daučík torna a giocare nella massima serie spagnola con l'Espanyol, voluto dal padre Ferdinand, allenatore dei catalani, che fu contestato per questo. Con il club bianco-blu ottiene l'undicesimo posto finale al termine della Primera División 1970-1971.
L'anno dopo torna a giocare in cadetteria con lo Xerez, con cui retrocede in terza serie.

## Palmarès
- Campionato spagnolo: 2

Real Madrid: 1962-1963; 1963-1964